# Noah Okafor
Noah Arinzechukwu Okafor, född 24 maj 2000, är en schweizisk fotbollsspelare som spelar för Leeds United. Han spelar även för Schweiz landslag.

## Klubbkarriär
Den 31 januari 2020 värvades Okafor av Red Bull Salzburg. Han debuterade i Österreichische Bundesliga den 8 mars 2020 i en 2–0-vinst över Sturm Graz.
Den 22 juli 2023 värvades Okafor av AC Milan, där han skrev på ett femårskontrakt.

## Landslagskarriär
Okafor debuterade för Schweiz landslag den 9 juni 2019 i en Nations League-match mot England.

## Privatliv
Okafor föddes i Binningen i Schweiz till en nigeriansk far och en schweizisk mor.

## Meriter
Basel
- Schweiziska cupen: 2018/2019

Red Bull Salzburg
- Österreichische Bundesliga: 2019/2020, 2020/2021, 2021/2022
- ÖFB-Cup: 2019/2020, 2020/2021, 2021/2022